# Az Idő Kereke
Az Idő Kereke (The Wheel of Time, közkeletű rövidítéssel WoT) egy epikus fantasyregény-sorozat, melyet az amerikai James Oliver Rigney Jr., írói nevén Robert Jordan indított útjára. Eredetileg hatkötetesre tervezett sorozat lett volna, de a hossza egyre csak növekedett, és végül 14 könyv került kiadásra. Egy előzménytörténetet is kiadtak. Jordan az első könyvet 1984-ben kezdte el írni, és 1990-ben került kiadásra.
Az író 2007-ben elhunyt, az utolsó kötet előkészületei közben, azonban hagyott hátra annyi terjedelmes jegyzetet, mely lehetővé tette egy másik író számára, hogy befejezze a művet. A sorozat nagy rajongója, a szintén fantasy regényíró Brandon Sanderson vállalta a feladatot, hogy elkészíti azt. Azonban a rendelkezésre álló anyag bősége miatt kiderült, hogy ez nem lesz tartható, s a befejező könyv végül három kötetben jelent meg.
A sorozat számtalan esetben merít az európai és ázsiai mitológia világából, valamint a hinduizmus és a buddhizmus körforgás-elméleteiből, az egyensúlyból, a kettősségből, a természet tiszteletéből, és a kereszténység teremtéselméletéből. A világ Teremtője az Istennel, a Sötét Úr (Shai'tan) a Sátánnal hozható párhuzamba.
Az Idő Kereke híres a hosszúságáról, a részletesen kidolgozott világáról, mágiarendszeréről, és sok-sok szereplőjéről. A nyolcadik kötettől kezdve mindegyik vezette a New York Times bestseller-listáját, a sorozatot pedig 2014-ben Hugo Award-ra jelölték. Több tízmillió példányt adtak el világszerte, készült belőle számítógépes játék, szerepjáték, és zenei album is. Megfilmesítését számtalanszor tervbe vették, televíziós sorozattá a Prime Video adaptálta 2021-ben.

## Alapvetés
|  | Alább a cselekmény részletei következnek! |

Az idők kezdetén a világ Teremtője létrehozta az univerzumot és az Idő Kerekét, mely szövi és létrehozza a Mintázatot, a világ szövetét. A keréknek hét küllője van, mindegyik egy-egy kort jelképez. Ezt az Egyetlen Hatalom tartja mozgásban, melyet az Igaz Forrásból nyernek. Ennek a hatalomnak két fele volt: a férfi (saidin) és női (saidar), melyek ellentétesek, így képeznek egységet, s ez forgatja a Kereket. Ennek a hatalomnak a használatára bizonyos emberek voltak csak képesek: ők az aes sedai-ok (a név jelentése az ősi nyelven: mindenki szolgái), akik képesek azt fókuszálni.
A Teremtő bebörtönözte saját ellenpárját, Shai'Tan-t (a Sötét Urat) a teremtés pillanatában, aki így nem férhetett hozzá a kerékhez. Azonban a Legendák Korának nevezett időszakban a kísérletező aes sedai-ok véletlenül vájatot képeztek a valódi világ és a Sötét Úr börtöne közt. Először arra volt képes, hogy befolyását kiterjessze a világra, aztán nekilátott összegyűjteni azokat a lényeket, akik büszkeségük, becsvágyuk és korruptságuk miatt hűséget esküdtek neki, hogy kiszabadítsák őt, cserébe pedig örök életet és hatalmat ígért nekik. A Sötét Úr végső célja az, hogy átalakítsa a valóságot és az időt a saját képére, még ha ez azzal is jár, hogy az Idő Kereke összetörik.
A fenyegetésre válaszul az Idő Kereke létrehozta a Sárkányt, a Fény hősét. A Legendák Korában ő egy férfi aes sedai volt, név szerint Lews Therin Telamon, aki összegyűjtötte a Fény minden szövetségesét a gonoszok ellen. A Sötét Úr börtönének meggyengülését követő évszázadban kitört a nyílt háborúskodás, a gonoszság szelleme bejárta a világot, és az emberek egymásnak ugrottak. Tíz évnyi kilátástalan küzdelem után úgy tűnt, a Fény seregeinek a vereséggel kell szembenézniük. Ezért aztán a Sárkány és hűséges követői kockázatos kaland során elmentek Shayol Ghulba (a helyre, amely a Sötét Úr börtöne és a földi világ között biztosítja a kapcsolatot), ahol képesek voltak őt pecsétek segítségével elzárni a valódi világtól, de tökéletlenül. Ugyanis az utolsó pillanatban a Sötét Úr megfertőzte az Egyetlen Hatalom saidin felét, aminek az lett a következménye, hogy az összes férfi aes sedai megőrült. Az Őrület Idejének nevezett korban az Egyetlen Hatalom használatával természeti katasztrófákat okoztak: földrengéseket, árvizeket, melyek a Világtöréshez vezettek, s az addig ismert világ megszűnt létezni. A korábbi fejlett és utopisztikus társadalom szép lassan egy középkorias, barbarisztikus világba süllyedt vissza, a régi tudás pedig szinte teljesen elveszett.
Őrületében Lews Therin megölt mindenkit, aki fontos volt számára, ezért utóbb Rokonirtónak nevezték el. A Sötét Úr egyik fő szolgálója, Ishamael egy pillanatra észhez térítette, majd mikor rájött, hogy mit tett, öngyilkosságot követett el, halálának helyén egy hatalmas hegyet, Sárkánybércet emelve. Az idő múlásával az összes férfi aes sedai-t megölték vagy leválasztották az Egyetlen Hatalomról, mivel azt már csak a nők tudták biztonságosan használni. A női aes sedai-ok voltak, akik nekiláttak újjáépíteni a teljesen átrendeződött világot. Azok a férfiak, akik ezután kerültek kapcsolatba a Hatalommal, végül kivétel nélkül megőrültek, és végül maga a Sárkány is szitokszóvá változott. Az aes sedai-ok egy része a férfi mágiahasználók megölését vagy ártalmatlanná tételét tűzte ki céljául.
Az ezt követő háromezer évben (melyet Harmadik Kornak is neveznek) civilizációk emelkedtek fel és buktak végül el, sokasodtak a gondok és bajok, melyek oly nemessé tették az egyre távolabb lévő Legendák Korát. Két nagyobb háború zajlott ekkoriban: a néhány évszázadig elhúzódó trallok háborúk során a Sötét Úr túlélő szolgái ellen folyt a harc, ahol az aes sedai-ok segítségével létrejött szövetség győzedelmeskedett; és a százéves háború, amely a legendás Sasszárnyú Artur király birodalmának felbomlásának következtében kialakult polgárháború volt.
Ezek a háborúk egyrészt megosztottá tették az emberiséget, másrészt lehetetlenné tették, hogy visszatérjen a Legendák Korának hatalma és technológiája. Az aes sedai-ok megbecsülése is a múlté volt, ráadásul egyre kevesebben voltak. Emellett a sötétség seregei egyre gyarapodtak, és létrejöttek olyan fanatikus szekták, mint a Fény Gyermekei, akik őket is ellenségnek tekintették. A fennálló államok a történet idejében arra még képesek voltak, hogy a harcos klánokból álló aielek támadását visszaverjék (akik egy őket ért inzultus miatt kezdtek bosszúhadjáratba), de máskülönben nem igazán tudnak együttműködni. Az emberiség nagyjából a földi XV. századnak megfelelő technológiával rendelkezik, néhány hiányosságtól eltekintve – viszont a nők egyenjogúságot élveznek. Ebben a világban játszódik a történet, ahol mindenkit egy prófécia nyomaszt: a Sötét Úr vissza fog térni, és csak az Újjászületett Sárkány lesz képes arra, hogy szembeszálljon vele, de csak azon az áron, hogy a világ ismét elpusztul.
A művekben elrejtett kisebb utalások alapján a kor, amelyben a történetek játszódnak, a mi világunk, a távoli jövőben, és a távoli múltban egyszerre (a Kerék forgása miatti ismétlődő ciklusok okán). Ugyanis a regények során a Kerék hét állása közül a harmadikban van. A másodikban volt a Legendák Kora, amely szintén nagyon régen volt már, de az azt megelőző kor, az Első Kor emlékei is, meglehetősen kopottan és elferdítve, még mindig léteznek. A mutatványosok mesélnek Lennről, a hősről, aki felrepült a Holdra egy tüzes sason, és Salyáról, a lányáról, aki a csillagok közt járt. Ez egy utalás John Glenn -re, az első amerikai űrhajósra, aki az űrben járt, a sas pedig Neil Armstrong "A Sas leszállt" kijelentésére utal. Salya pedig nem más, mint Sally Ride űrhajós. De mesélnek még két óriásról, Moskról és Merkről. Mosk, aki tüzes lándzsájával képes volt bárhová elérni a világon, nem más, mint Moszkva (és atomrakétái), Merk pedig Amerika, a hidegháború idején. Elsbret királynő nem más, mint II. Erzsébet brit királynő, Materese a gyógyító pedig Kalkuttai Teréz anya. A mű egyik fejezetében Tanchico múzeumában különös dolgokat őriznek: egy addigra már kihalt állat, a zsiráf maradványait, illetve egy furcsa, kör alakú tárgyat, háromágú csillaggal, mely nem más, mint egy Mercedes autó logója.
|  | Itt a vége a cselekmény részletezésének! |

## Cselekmény
Új tavasz címmel egy előzménytörténet kezdi meg a mesélést (melyet teljes mélységében csak az érthet meg, aki az első tíz könyvet már elolvasta), mely az Aiel háborúk végén játszódik, amikor is az aes sedai-ok tudomására jut, hogy az egyik prófécia beteljesült, és a Sárkány újjászületett. Több aes sedai, köztük Moiraine Damodred, elindulnak, hogy megtalálják az illetőt, még a Sötét Úr szolgái előtt. Az első kötet ezután játszódik húsz évvel, a mindentől távol fekvő Folyóközben, mely Andor királyságához tartozik. Moiraine, és Őrzője, Lan, Emondmező kicsiny falujába érkeznek, tudnak róla ugyanis, hogy a sötétség seregei itt keresnek egy fiatalt. Moiraine nem tudja megmondani, hogy a három lehetséges jelölt (Rand al'Thor, Matrim Cauthon, és Perrin Aybara) közül melyik lehet az újjászületett Sárkány, ezért mindhármukat magával viszi, barátnőjükkel, Egwene al'Vere-rel egyetemben. Nynaeve al'Meara, a falu javasasszonya Baerlon városában csatlakozik hozzájuk. Később kiderül, hogy a két nő azért tart velük, mert megvan bennük a képesség, hogy fókuszálják az Egyetlen Hatalmat, ezért aes seadi-já kellene válniuk. Egy furcsa öreg mutatványos, Thom Merrilin is csatlakozik hozzájuk, állítva, hogy szeretne biztonságban elutazni Folyóközből. Az első kötet menekülésük történetét írja le, ahogy próbálnak eljutni Tar Valonba, de céljaik utóbb meghiúsulnak.
Innentől kezdve a történet terjengősebbé válik, az eredeti karakterek különböző csoportokra válnak szét és számtalan kalandban lesz részük, melyek egy része az újjászületett Sárkányhoz kötődik (aki nem más, mint Rand al'Thor). A Folyóközből származó főhősök az idő múlásával számtalan barátot szereznek és tiszteletet is kivívnak maguknak. Megkísérlik egyesíteni a nyugati királyságokat a Sötét Úrral való harcra való felkészülés során, amely nem megy egyszerűen, hiszen a királyságok nem akarják feladni önállóságukat. Emellett az olyan szervezetek, mint a Fény Gyermekei, akik nem hisznek a próféciákban, vagy éppen Sasszárnyú Artur királyságának messzi leszármazottai, a seanchanok, akik most a világ újbóli meghódításán fáradoznak, szintén az utukban állnak. Maguk az aes sedai-ok is két csoportra oszlanak abban a kérdésben, hogy az újjászületett Sárkányt az irányításuk alatt kell tartani, vagy hagyni, hogy szabadon mozogjon. Később kiderül, hogy az utolsó csata, melyben a Sötét Úr ismét megkísérli a világ megrontását, valóban elkerülhetetlen, ugyanis a börtönét zárva tartó pecsétek közül már csak három érintetlen, és ez már elég ahhoz, hogy jelentős befolyást gyakoroljon a világra.
A végső összecsapás a keresztény hitvilág Armageddonjából létrehozott Tarmon Gai'don, a jó és a gonosz seregeinek nagy harca. Ha a Sötét Úr győz, összetöri az Idő Kerekét, hogy megakadályozza, hogy bárki is újra szembeszállhasson vele. De ha az Újjászületett Sárkány győz is, senki nem veheti biztosra, hogy nem történik a Világtöréshez hasonló katasztrófa, vagy még rosszabb. Sokan úgy hiszik, hogy Rand halála esetén a Tarmon Gai'don megelőzhető, és ezért mindenképpen megpróbálnak vele végezni. Mások szerint önmagában a létezése garancia a győzelemre, ezért megpróbálják őt elfogni és biztonságba helyezni az ütközet napjáig. Ezt az ütközetet "A Fény emlékezete" című, legutolsó kötetben részletezik, méghozzá egy 202 oldalból álló fejezetben.

## Varázserők
A sorozatban használt mágia alapja az Egyetlen Hatalom, amelynek a használatára a kiválasztott férfiak és nők is egyaránt képesek. Ennek a hatalomnak két fele létezik: a saidin és a saidar. A férfiak a saidin, a nők a saidar uralására képesek. Mindkét erő további öt ágra bomlik: a föld, a víz, a tűz, a levegő, és a lélek erejére. Akik képesek az erő kontrollálására, legalább egy típust uralnak ezek közül, a legjobbak képesek az összesre. A női erőhasználók képesek egyesíteni erejüket, de a férfierő nélkül mindössze tizenhárman képesek erre, s egyiküknek kell irányítania az egészet. Ha férfi is segít, akár hetvenketten is lehetnek, de ehhez már legalább hat férfi kell. A legerősebb köröket a tökéletes egyensúly képes létrehozni, ehhez mindig legalább eggyel több nőre van szükség, mint férfira.
A Legendák Korában az Egyetlen Hatalmat egyformán használták férfiak és nők, amellyel fantasztikus dolgokat alkottak. De a Világtörés óta az Egyetlen Hatalom meggyengült, és a használatához szükséges tudás javarészt elveszett. Tizenhárom gonosz személy, a Kitaszítottak, akik elhagyták a Fényt, és az árnyak közé vonultak, megtartották a régi tudást, amely különösen erőssé és veszélyessé teszi őket. Az Egyetlen Hatalom saidin fele a sorozat kezdetén már háromezer éve rontás alatt áll, ha valamely férfi megpróbálja használni, előbb-utóbb megőrül. Ezért aztán a női mágiahasználók, az aes sedai-ok felkutatják ezeket a férfiakat, és ha nem képesek őket leválasztani az Egyetlen Hatalomról, végeznek velük. A mágiahasználó nők rendkívül hosszú életűek, akár néhány száz évig is élhetnek, és ez igaz lehetne a férfiakra is, de a rontás miatt már jóval előbb meghalnak.
Léteznek különféle mesterségesen létrehozott tárgyak, a ter'angreal-ek, amelyek szintén képesek az Egyetlen Hatalom használatára, a sa'angreal-ek pedig megnövelik használójuk erejét. Előbbieket a hétköznapi emberek is képesek lehetnek használni. Az angreal-ek legerősebbje az úgynevezett cuendillar (szívkő), amely bár tárgy, mégis gyakorlatilag elpusztíthatatlan. Létezik egy gonosz változata is az erőnek, az úgynevezett Igaz Hatalom, Ennek az ismerete és használata a Sötét Úrhoz kötődik, és rendkívül veszedelmes.
Az Egyetlen Hatalom használata nem egy egyszerű dolog, főként azok számára, akik csak ismerkednek vele. A túlzott használat ahhoz vezethet, hogy a használó végérvényesen leválhat az Egyetlen Hatalomról, de halálos végeredménye is lehet.

### Mágiahasználók
A Legendák Korában férfiak és nők egyaránt használhatták az Egyetlen Hatalmat. Őket összefoglaló néven aes sedai-nak nevezték. Csakhogy a Sötét Úr bebörtönzése előtt megrontotta a hatalom férfi felét, a saidint, ami azzal járt, hogy minden egyes férfi aes sedai szép lassan megőrült és meghalt. Az őrületükben elkövetett pusztításnak köszönhetően ért véget a Legendák Kora és pusztult el az addig ismert világ. Az Egyetlen Hatalom ereje látványosan lecsökkent, és többé már nem lehetett angreal-okat alkotni. Az első könyv idején a mágiahasználatra képes férfi rettegést hozó jelenség volt, hiszen előbb-utóbb mindegyik megőrült a rontás miatt. Csak nők birtokolhatták a tudást, akik a Tar Valon városában felépített Fehér Toronyban éltek választott vezetőjük, az Amyrlin Trón irányítása alatt. A világ felé mint egy egységes szervezet mutatkoznak, de belül különféle frakciók (Ajah) alapján hierarchizált szervezetben működnek.
A könyvek idején az aes sedai-ok mindennemű politikai konfliktus felett állnak, tevékenységük pedig kimerül a mágiahasználat kontrollálásában. Egyes uralkodók tanácsadókként hallgatnak rájuk, máshol viszont boszorkányoknak tekintik őket és tevékenykedésük tiltott. Az aes sedai-ok legfőbb tevékenysége az Egyetlen Hatalom használatára képes emberek felkutatása, és nőtársaik kiképzése. Az egyik frakciójuk, a Piros Ajah feladata pedig a férfi mágiahasználók felkutatása és ártalmatlanná tétele, az Egyetlen Hatalomról történő leválasztással. A történet idején alkalmanként felbukkannak hamis Sárkányok, akik képesek a saidin uralására, de róluk kivétel nélkül kiderül, hogy nem róluk szól a prófécia.
Tizenhárom mágiahasználó még a Legendák Korában úgy döntött, hogy a Sötét Urat szolgálja, felismervén, hogy az Idő Kerekének folyamatos forgása miatt gyakorlatilag bizonyos, hogy egy napon a világra szabadul. Őket Shayol Ghulban, a Sötét Úrral való összecsapás helyszínén ejtették foglyul, ugyancsak pecsétek segítségével. Így aztán az eltelt évek alatt egyáltalán nem, vagy csak alig valamit öregedtek. Mindannyian a saját idejük legerősebb mágiahasználói voltak, köztük Ishamael volt a legerősebb, akinek az erejét egyenesen Lews Therinéhez hasonlították. Mivel a Legendák Korából származó tudást is birtokolják, így különösen veszélyesek, és nevetségesen gyengének találják a modern aes sedai-ok képességeit. Ezt a tizenhárom embert csak úgy ismerik: a Kitaszítottak. Egymást legalább annyira gyűlölik, mint bárki mást, hiszen mindegyikük a Sötét Úr legkedvesebb szolgálójává szeretne válni, és ezen versengenek.
De nemcsak ilyen jellegű különleges képességek fordulnak elő a világban. Egyes emberek képesek az álmok birodalmában közlekedni és tetteket végrehajtani, mások jövőbelátó képességekkel bírnak. Megint mások képesek a farkasokkal telepatikus módon kommunikálni.
|  | Itt a vége a cselekmény részletezésének! |

## Kötetek
A táblázatban szereplő oldalszámok a legújabb újabb magyar kiadásra vonatkoznak (Delta Vision), a szavak pedig az eredeti nyelvűre. Hazánkban az "Álmok tőre" című kötetig a Beholder Kiadó adta ki a könyveket, majd az utolsó három kötetet a Delta Vision; illetve ugyanez a kiadó 2014-től kezdve újra kiadta a régebben megjelenteket, egységesített, új borítóval.
| #         | Cím                      | Oldalszám | Fejezet | Szavak    | Fordította       | Megjelent            | Magyar kiadás    |
| --------- | ------------------------ | --------- | ------- | --------- | ---------------- | -------------------- | ---------------- |
| 0.        | Új tavasz                | 400       | 26      | 122,150   | Körmendi Ágnes   | 2004. január 6.      | 2005, 2017       |
| 1.        | A világ szeme            | 1306      | 53      | 305,902   | Würth Attila     | 1990. január 15.     | 1998, 2011, 2022 |
| 2.        | A nagy hajtóvadászat     | 1116      | 50      | 267,078   | Würth Attila     | 1990. november 15.   | 1999, 2011, 2022 |
| 3.        | Az újjászületett Sárkány | 1090      | 56      | 251,392   | Radnóti Alíz     | 1991. október 15.    | 2000, 2013, 2022 |
| 4.        | Hódít az árnyék          | 1360      | 58      | 393,823   | Radnóti Alíz     | 1992. szeptember 15. | 2000, 2015, 2023 |
| 5.        | Mennyei tűz              | 1272      | 56      | 354,109   | Radnóti Alíz     | 1993. október 15.    | 2001, 2015, 2025 |
| 6.        | A káosz ura              | 1320      | 55      | 389,264   | Varga Csaba Béla | 1994. október 15.    | 2001, 2016       |
| 7.        | A kardok koronája        | 1040      | 41      | 295,028   | Körmendi Ágnes   | 1996. május 15.      | 2002, 2016       |
| 8.        | A tőrök útja             | 856       | 31      | 226,687   | Körmendi Ágnes   | 1998. október 20.    | 2003, 2016       |
| 9.        | A tél szíve              | 904       | 35      | 238,789   | Körmendi Ágnes   | 2000. november 7.    | 2003, 2016       |
| 10.       | Az alkony keresztútján   | 950       | 30      | 271,632   | Körmendi Ágnes   | 2003. január 7.      | 2004, 2016       |
| 11.       | Álmok tőre               | 1118      | 37      | 315,163   | Körmendi Ágnes   | 2005. október 11.    | 2006, 2017       |
| 12.       | Gyülekező fellegek       | 1320      | 50      | 303,630   | Körmendi Ágnes   | 2009. október 27.    | 2012             |
| 13.       | Az Éjfél Tornyai         | 1432      | 57      | 325,998   | Varga Csaba Béla | 2010. november 2.    | 2012             |
| 14.       | A Fény emlékezete        | 1392      | 49      | 353,906   | Varga Csaba Béla | 2013. január 8.      | 2014             |
| Összesen: | Összesen:                | 16,876    | 684     | 4,410,036 |                  |                      |                  |

Leggyakoribb kiadása a puhafedelű. A keményfedelű kiadások általában egyben tartalmazták a kétkötetes könyveket, és nem tartalmaznak függeléket. 2002-ben "A világ szeme", 2004-ben "A nagy hajtóvadászat" megjelent a fiatal olvasóknak szánt, átdolgozott változatban. Ezekben illusztrációk is szerepelnek, a kötetek mindegyike önálló alcímet kapott, a prológus elé pedig beillesztésre került mindkét esetben egy új fejezet, és a függelék is kibővítésre került.
"A tél szíve" című könyvtől kezdődően a prológust, megjelenés előtti kedvcsinálóként, közzétették az interneten, e-könyv formájában. Ugyanez igaz az utolsó három könyvre is, amelyekből 3-3 fejezet is kiadásra kerültí
1996-ban Robert Jordan írt egy rövid esszét, "The Strike at Shayol Ghul" címmel, amely a Legendák Korának legvégét tárgyalja, valamint 1998-ban egy újabbat, "New Spring"  címmel, ebből készült el később jelentősen kibővítve az "Új tavasz". "A Fény emlékezete" című könyvből két fejezet ki lett vágva, és egy-egy antológiában szerepeltették mint önálló történet. A 2013-ban megjelent "River of Souls" a kánon része, a 2019-ben megjelent "A Fire Within the Ways" viszont nem. Az utóbbi kettőből származó bevételekt Brandon Sanderson olyan íróknak ajánlotta fel, akik nem tudják fizetni az orvosi számláikat.
1997-ben kiadásra került a "The World of Robert Jordan's The Wheel of Time", amit Jordan és Teresa Patterson közösen jegyeztek. Ez jelentős mértékben kibővítette a cselekmény hátterét, habár az írók megjegyzése szerint a könyvet egy, a történetek világában élő történész nézőpontjából készítették el, ezért lehetnek benne ebből adódó pontatlanságok. A teljes sorozat megjelenése után, 2015-ben jelent meg a "The Wheel of Time Companion: The People, Places, and History of the Bestselling Series", amely hasonló szerepet tölt be. Ezt Harriet McDougal, Alan Romanczuk, és Maria Simons írták.
2022-ben Michael Livingstone tollából megjelent az Origins of The Wheel of Time is.

## Az alkotói folyamat
Az 1980-as évek elején Jordan írt néhány Conan, a barbár-novellát a Tor Books számára, amellett a Conan, a pusztító könyves változata is az ő munkája. 1984-ben aztán Tom Doherty, a Tor Books vezetője felkérte rá, hogy írjon egy epikus fantáziaregényt. Tudván, hogy Jordan szeret terjengősen írni, mindjárt hat kötetre kötötték meg a szerződést. Az első könyv, A világ szeme, elég nehezen akart megszületni. Az eredeti koncepció szerint a főhős egy viszonylag idős ember lett volna, akinek a küldetése az, hogy megmentse a világot. Aztán azonban Jordan közelebb húzta J. R. R. Tolkien általa is kedvelt művéhez, A Gyűrűk Urához a regényt, így lettek a főszereplők fiatalok és tapasztalatlanok. Innentől kezdve az írás már sokkal könnyebben ment, és a második könyv, A nagy hajtóvadászat, nagyjából az elsővel egy időben el is készült.
Tom Dohertynek annyira tetszett a regény, hogy azt a Tolkien utáni legnagyobb epikus műnek tartotta, ezért megküldött pár tiszteletpéldányt az Egyesült Államok könyvesboltjainak, hogy felkeltse iránta az érdeklődést. Az eredetileg készített negyvenezer kemény- és puhafedeles példány mind egy szálig elfogyott, a második könyv megjelenésekor pedig az érdeklődés megduplázódott.
Az első hét könyvet Jordan gyors egymásutánban írta, teljes erőbedobással, de A kardok koronája után kissé visszavett a tempóból, és már csak kétévente jöttek az új kötetek. Sok kritika érte őt amiatt, hogy ekkor több fejezet a mellékszereplőkre helyezte a hangsúlyt, a főszereplőkkel pedig relatíve kevés dolog történt. Új tavasz címmel kiadott egy előzménykötetet, bár többet is tervezett, de ezeket akkor elvetette, hogy a sorozat utolsó két könyvét megírhassa. Jordan tervei szerint a tizenkettedik kötettel véget ért volna a történet, melyet akár 2000 oldalasnak is el tudott volna képzelni.
Az írót azonban halálos szívbetegséggel diagnosztizálták 2005-ben. Ennek ellenére nekilátott megírni a legutolsó kötetet, de arra az esetre, ha mégsem sikerülne befejeznie, bőséges jegyzeteket készített annak érdekében, hogy halála után valaki befejezhesse a művet. 2007-ben meghalt Robert Jordan, és a végkifejlet befejezése sokáig kérdéses volt. Mígnem a Tor Books bejelentette, hogy Brandon Sanderson, a sorozat régi rajongója, fantasy-regényíró fogja befejezni az utolsó könyvet, melyhez Jordan özvegye is hozzájárulását adta. A munka azonban grandiózusabb lett a vártnál, a rengeteg jegyzet miatt, ezért az eredeti egy könyvből hármat csinált az író, melynek utolsó kötete 2013 elején jelent meg. Vannak a műben olyan fejezetek, amelyeket teljes egészében Jordan írt meg, például a legutolsó.
Halála előtt Jordan megemlítette, hogy az "Új tavasz" című nulladik könyvet szívesen kiegészítené még két könyvvel, így létrehozva egy előzménytrilógiát. Azonban mivel semmiféle jegyzetet nem hagyott ezzel kapcsolatban hátra, csak a kósza felvetést, ezért Brandon Sanderson is határozottan kijelentette, hogy nem fogja megírni őket. Ugyanez volt a helyzet egy lehetséges folytatásról is, amelyből két mondaton kívül nem készült el semmi.

## Adaptációk
- Több hagyományos (asztali) szerepjáték létezik – részletes szabálykönyvei közül a 2001-es, d20 rendszerű a legismertebb. Az első internetes szerepjáték 1993-ban indult Wheel of Time Multi-User Dungeon néven.
- A sorozat több zeneszámot és albumot ihletett, például Robert Berry 1999-es A Soundtrack for the Wheel of Time zenealbumát.[15]
- 1999 végén a GT Interactive kiadott egy belső nézetű számítógépes játékot, mely az Unreal játékmotort használta. A játékban egy magányos aes sedai-nak kellett egy bérgyilkost követnie, aki egy elfeledett rituáléval idő előtt ki akarta szabadítani börtönéből a Sötét Urat. A cselekménye nem kanonikus..
- 2009-ben az Electronic Arts bejelentett egy új számítógépes játékot, de 2014-ben abbahagyták a fejlesztést.[16]
- Az Új tavasz és A világ szeme könyvek alapján képregény készült, melyekből 2015-ben kétkötetes grafikus novellát alkottak.
- Amerikában egy gyűjtögetős kártyajátékot is kiadtak.
- 2015-ben megjelent egy keményborítós enciklopédia, az Idő Kereke világának legfontosabb tudnivalóval.

## TV-sorozat adaptáció
2000-ben Robert Jordan egy tévéinterjúban megemlítette, hogy az NBC tárgyalásokat kezdett vele, hogy minisorozat formájában megfilmesítsék "A világ szeme" című kötetet. Ez az elképzelés aztán végül kútba esett. 2008-ban a Universal Pictures szerezte meg a megfilmesítés jogát, ám ebből sem lett semmi.
2015 februárjában aztán az FXX amerikai tévécsatornán levetítették a "Winter Dragon" című pilot-epizódot. Lews Therin Thelamon szerepében Max Ryan, Ishamael szerepében pedig Billy Zane volt látható. Az epizódnak nem csináltak nagy hírverést, nem véletlenül: az egészet csak azért csinálták, hogy nehogy elveszítsék a megfilmesítési jogokat, ennek feltétele pedig legalább egy epizód prezentálása volt a határidő lejárta előtt. Harriett McDougal, Robert Jordan özvegye nem is tudott erről a megfilmesítésről, így kezdeményezte a jogok visszavonását. Válaszul a Red Eagle Entertainment jogi lépéseket kezdeményezett, ők ugyanis egy jövőbeli, grandiózusabb sorozat reményében készítették el a pilotot.
2016 áprilisában aztán elrendezték az összes jogi problémát, ennek köszönhetően újrakezdődtek az előkészületek. 2017 áprilisában a Sony Pictures Entertainment bejelentette, hogy ők felelnek a sorozatért, melynek producere Rafe Judkins lett. A televíziós adaptáció az Amazon Prime Video szolgáltatásában debütált 2021-ben.

## Témák és hatások
A sorozat a fantasy műfajába tartozik, közelebbről a high fantasybe. Egy nemlineáris, hanem ciklikus világban játszódik, ami egyszerre van a távoli jövőben és a régmúltban. Valamennyi kötet hasonló felütéssel indul az első fejezetben, ezt kifejezve.

„Forog az Idő Kereke, jönnek-mennek a korok. Emlékeket hagynak maguk után, amelyek legendákká válnak. A legenda mítosszá fakul, és még a mítosz is rég feledésbe merül, mire a kor, amelyben született, újra visszatér. Egy korban, amit egyesek Harmadik Kornak neveznek, egy korban, ami még nem jött el, ami már elmúlt, szél kerekedett [...]. Nem a szél volt az igazi kezdet. Az Idő Kerekének forgásában nincsenek sem kezdetek, sem végek. Mégis, a szél egyfajta kezdet volt.”

Jordan elismerte, hogy hatással voltak rá J.R.R. Tolkien művei, különösen ami a kezdeti fejezeteket illeti. Ugyancsak ilyenek voltak az ábrahámita vallások, azok világképe a jóról és a rosszról, a Teremtőről és a Sátánról (ezért nevezik a Sötét Urat is Shai'tannak). De ugyanígy hatással volt rá az Artúr-mondakör, a viking és ír legendárium, valamint a való életből vett történések.
Jordan a nyugati fantasy irodalomban szokatlan módon sokat merített a keleti mitológiákból is. Maga az Idő Kereke a hinduizmusból származik, a ciklikusság pedig a buddhizmusból. Hatással van rá a reinkarnáció, az egyensúly, az aes sedai-ok jelképe pedig a jin és a jang jelképe alapján készült el.
Fontos téma a végzet, amennyiben fiatalkorú főhősök tudják meg benne, hogy elkerülhetetlen számukra, hogy hatalmas méretű konfliktusokban játsszanak jelentős szerepet. A végzet szembeállításra kerül a szabad akarattal. Egyes főszereplők úgynevezett ta'verenek, ami azt jelenti, hogy különleges képességeik vannak, amelyekkel kihatással vannak a történelem alakulására, de csak addig, amíg a Mintázat engedi.
Érdekes a nemek szerepe is. Az Egyetlen Hatalmat csak nők használhatják, amellett mind családi, mind közösségi szinteken, illetve az országok vezető pozícióiban is jelentős a nők száma.

## Rajongók
2001-től 2012-ig minden évben saját szekciója volt a sorozatnak a Dragon Conon. 2009-től Atlantában rendezik meg minden évben a széria saját rendezvényét, a JordanCon-t. Emellett 2022-től az Ohio állambeli Dublinban megrendezésre kerül a WoT Con is.